# Sagar Radia
Sagar Radia, född 14 april 1987 i Harrow, London är en brittisk skådespelare.

## Biografi
Sagar Radia har bland annat medverkat i serien The Good Karma Hospital. Han har även medverkat i HBO-serien Industry där han spelat, Rishi Ramdani, en av de större rollerna. Han spelade också en av huvudrollerna, som polis Ahmed Halim, i den gaeliska TV-serien Mordet på ön.

## Filmografi (i urval)
- 2017–2019 – The Good Karma Hospital (TV-serie)
- 2020–2024 – Industry (TV-serie)
- 2025 – Mordet på ön (TV-serie)